# Acromitostoma rhinoceros
Espèce
Synonymes
- Nemastoma rhinoceros Roewer, 1919

Acromitostoma rhinoceros est une espèce d'opilions dyspnois de la famille des Nemastomatidae.

## Distribution
Cette espèce se rencontre en Espagne en Andalousie et au Maroc vers Casablanca.

## Description
Le mâle syntype mesure 2,2 mm et la femelle syntype 2,4 mm.

## Systématique et taxinomie
Cette espèce a été décrite sous le protonyme Nemastoma rhinoceros par Roewer en 1919. Elle est placée dans le genre Acromitostoma par Roewer en 1951.

## Publication originale
- Roewer, 1919 : « Über Nemastomatiden und ihre Verbreitung. » Archiv für Naturgeschichte, p. 83, no 2, p. 140–160.